# Power Tab Editor
Power Tab Editor is een gratis tabulatuurprogramma voor Windows gemaakt door Brad Larsen. Het wordt gebruikt om gitaar- en basgitaartabulatuur te maken. De huidige versie maakt gebruik van .ptb-bestanden.
Dit programma heeft de mogelijkheid om MIDI-bestanden te importeren en uit te voeren in ASCII-, HTML- en MIDI-formaat. Daarnaast kunnen individuele onderdelen uitgevoerd worden in bitmap-bestanden.
Power Tab Editor geeft muzikanten de mogelijkheid om tabulatuur te maken naast de standaard muzieknotatie. Dit gaat door het importeren van tabulatuur.
De laatste versie is uitgebracht in 2000. In 2006 bracht de auteur een open-source wxWidgets gebaseerd programma uit met de naam PT Parser. Deze code bevat informatie voor ontwikkelaars die software willen schrijven die Power Tab-bestanden kan converteren, bekijken, afspelen of aanpassen.